# Ер Лингус
Ер Лингус (енгл. Aer Lingus) је национални авио-превозник Републике Ирске. Седиште компаније је у Даблину. Флота Ер Лингуса се састоји из 35 Ербасових авиона који саобраћају у Европи, Северној Америци и Блиском истоку. 28% компаније је у државном власништву. Влада је поседовала и остатак акција али оне су у октобру 2006. постављене на берзе у Даблину и Лондону.
Ер Лингус је део »Oneworld« алијансе у којој су још и компаније попут Бритиш ервејза и Квантаса. Компанија је најавила повлачење из ове алијансе у 2007. и стварање нове заједно са Џетблу ервејзом (JetBlue Airways).
Ер Лингус има 4.000 запослених и годишњи приход од близу милијарду евра. Током 2005. Ер Лингус је превезао 8 милиона путника.

## Флота

### Тренутна флота
Авиони Ер Лингусс добили су име по хришћанским свецима из Ирске.